# Joanne Mendes de Vasconcelos

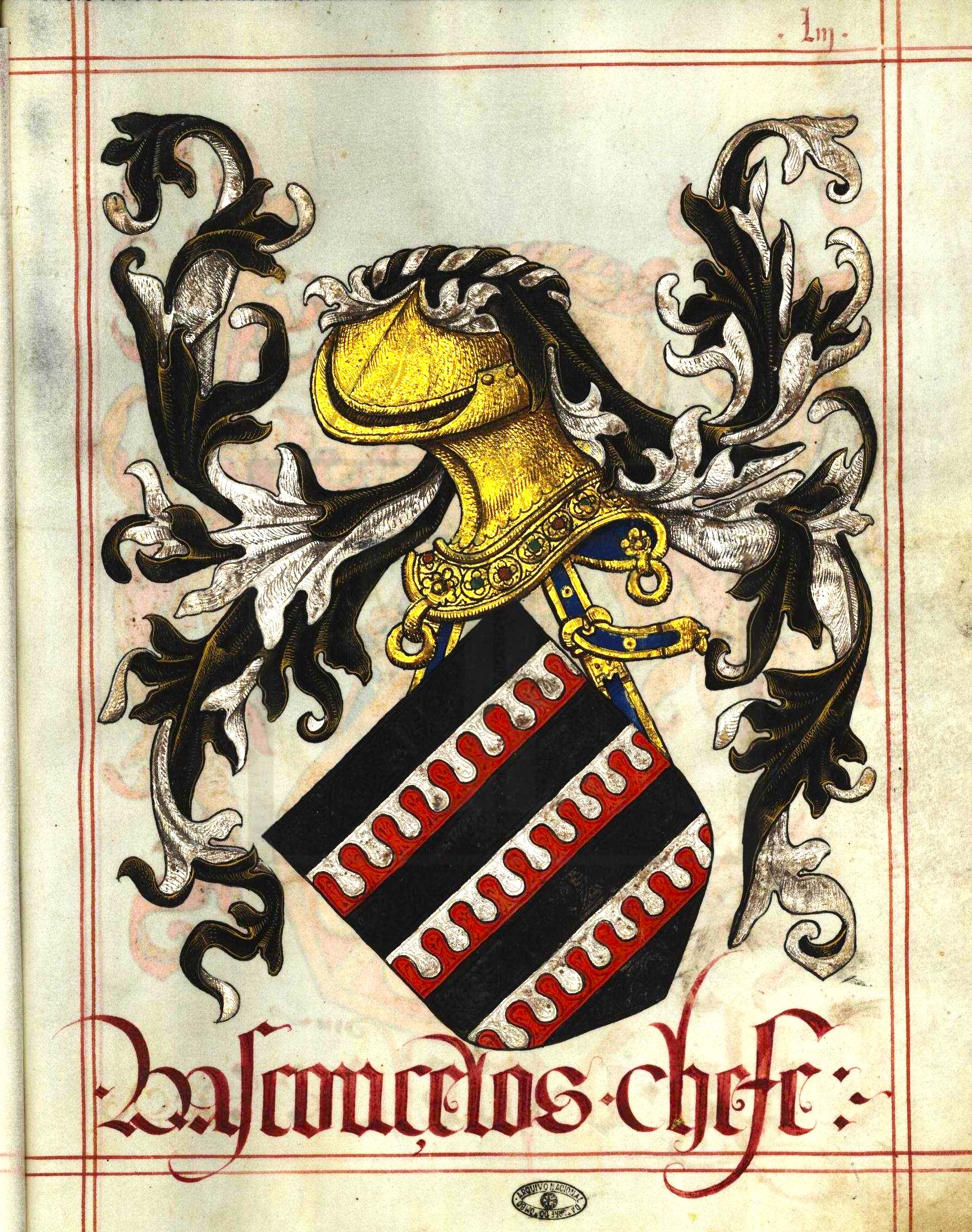
Brasão de armas dos Vasconcelos

Joanne Mendes de Vasconcelos (Évora —) foi um militar de alta-patente e membro do Conselho de Guerra na Guerra da Restauração. Foi igualmente escritor, escrevendo sobre esse assunto que desempenhava.
Fruto da Guerra Luso-Holandesa, em 1625 fez parte da Jornada dos Vassalos que recuperou São Salvador da Baía tomada pelos holandeses, e depois deixou-se ficar no Brasil, onde militou por espaço de quinze anos, comandando um dos dois terços da guarnição da referida capital desse continente.
Em 1641 quando chegou a notícia da Restauração de Portugal, acontecida no 1 de dezembro do 1640, dizem alguns escritores que ele terá obrigado de espada em punho o marquês de Montalvão, vice-rei do Brasil, a reconhecer essa situação.
Partindo para Portugal continental foi governador de armas da província de Trás os Montes, entre 1652 e 1656, onde tinha uma quinta perto de Chaves viveu nesse tempo.
Em 1658, já no Alentejo, comandou o Cerco de Badajoz.
Outro feito do mesmo ano ficará imortalizado  pelo Frei António das Chagas tendo escrito "Mouram restaurado", referindo-se à tomada da vila da Mourão, dedicando-o a ele.
Foi encarregado por D. João IV de Portugal de comentar o projeto manuscrito de Ordenanças Militares de 1643. Embora o projeto nunca tenha sido publicado, as práticas seguidas e muita da regulamentação impressa posteriormente demonstram a sua influência informal.
Era filho do escritor Luís Mendes de Vasconcelos e de D. Brites Caldeirão, filha de Manuel Caldeirão. 
Filhos:
- Diogo Pereira Mendes de Vasconcelos.